# Carlos Monzón vs. Rodrigo Valdez
Carlos Monzón vs Rodrigo Valdez fue una pelea de boxeo que tuvo transmisión mundial desde el Stade Louis II el 30 de junio de 1976.

## Desarrollo
Carlos Monzón vs. Rodrigo Valdez fue una pelea de boxeo por la unificación de títulos, difundida a través de transmisión mundial en el Stade Louis II el 30 de junio de 1976. La pelea fue organizada para unificar los títulos de peso mediano de la AMB, CMB, The Ring y Lineal. Los ganadores de cada pelea se destacan en negrita.

## Datos de la pelea
- Valdez cayó de rodillas tras un recto de derecha en el round 14.
- Valdez tuvo seis intentos en el pesaje para llegar debajo del límite.
- Monzón ganó $ 250.000 dólares por la pelea mientras que Valdez $ 200.000 de la misma moneda.
- Monzón recupera el título mundial del CMB tras haberlo perdido tras la quita de reconocimiento por esta misma organización.
- Fue considerada una de las mejores peleas en peso mediano.
- Hubo una revancha, en la cual Monzon cayo a la lona en el segundo asalto pero repitio su victoria por puntos en 15 asaltos.